# Return to Innocence
Return to Innocence is een lied van de band Enigma. Het werd op single uitgebracht in 1994 en was afkomstig van het album The Cross of Changes.
In het lied worden de vocalen verzorgd door Angel X (Andreas Harde). De oud-Taiwanese zang is afkomstig van het lied Jubilant Drinking Song, zonder dat de zangers daar toestemming voor hadden gegeven. De Amis Kuo Ying-nan en Kuo Hsiu-chu namen het lied op cd op, tijdens een cultureel uitwisselingsprogramma in Parijs. De producer van Enigma, Michael Cretu, samplede de zang daarna. Het drumgedeelte is afkomstig van het nummer When the Levee Breaks, in de versie van Led Zeppelin.
Return to Innocence betekende voor Enigma in veel landen een comeback. In Nederland was het de eerste single die succes had in drie jaar en behaalde het een nummer 6-positie in de Top 40. Het werd daarmee de grootste hit sinds de nummer 1-hit Sadeness (Part 1) uit 1990. Ook in andere (voornamelijk Europese) landen was de single een groot succes. Ook de in de Verenigde Staten werd het lied een grote hit. In 1996 kwam het lied daar weer in de belangstelling, nadat het in een tv-reclame ter promotie van de Olympische Spelen in Atlanta werd gebruikt.
In maart 1998 klaagden de twee Taiwanese ami's Michael Cretu, Virgin Records en verschillende studio's aan, voor het gebruiken van hun lied zonder toestemming. De zaak werd buiten de rechtszaak geschikt voor een onbekend bedrag. Bij latere releases van het nummer kregen de twee een vermelding en een deel van de opbrengst. Cretu heeft overigens altijd beweerd dat hij dacht dat het lied was uitgebracht in het publieke domein en hij dus nooit het copyright van de Kuo's heeft willen schenden.
De videoclip van Return to Innocence werd opgenomen in Málaga, Spanje. In de clip is het leven van een man achterstevoren te zien. Het begint bij zijn dood en eindigt bij zijn geboorte (dat de Return to Innocence uitdrukt; de terugkeer naar het onschuldige).
Return to Innocence was te horen in de films Exit to Eden uit 1994, Man of the House uit 1995 en in een aflevering van Cold Case (episode Sanctuary (2006)).

## Single
1. "Radio Edit" – 4:03
2. "Long & Alive Version" (Remixed by Curly M.C. and Jens Gad) – 7:07
3. "380 Midnight Mix" (Remixed by Jens Gad) – 5:55
4. "Short Radio Edit" – 3:01
5. "Sadeness (Part I) (Radio Edit)" – 4:17